# 磐余池
磐余池（いわれのいけ）は、日本古代にヤマト王権が磐余の地に造営させたとされる池。「磐余市磯池」（いわれいちしのいけ）とも言う。現在の奈良県桜井市池之内から橿原市池尻の地に存在したと推定されている。

## 記録
磐余池については、『日本書紀』巻第十二に、履中天皇2年11月に築造されたことが記述されている。続けて、3年の冬に、同天皇が両俣船（ふたまたぶね）を浮かべて、皇后の草香幡梭皇女と分かれて遊宴をした折りに、天皇の盃に季節外れの桜の花が紛れ込んだため、宮の名前を「磐余稚桜宮」としたことが述べられている。
磐余は、5世紀から6世紀にかけてのヤマト王権の政治的要地で、上述のように皇居が置かれてきた場所でもあり、「磐余池」も歌枕とされてきた。『日本書紀』巻十七、継体天皇7年9月に勾大兄皇子（のちの安閑天皇）が妃として春日山田皇女を迎えた際、皇子の歌に対する皇女の返歌の中には、
とあり、また、『万葉集』には、「大津皇子、死を被（たまは）りし時に、磐余の池の堤にして涙を流して作らす歌一首」として、
という辞世が掲載されている。
『枕草子』にも、「池は勝間田、磐余の池」と挙げられている。